# Auf deinen Schwingen
Auf deinen Schwingen è il settimo album in studio del gruppo musicale austriaco L'Âme Immortelle, pubblicato nel 2006.

## Tracce
1. Auf deinen Schwingen – 3:37
2. Herzschlag – 3:34
3. Du siehst mich nicht – 3:55
4. Nur du – 3:19
5. Phönix – 4:07
6. Destiny – 4:29
7. Sometimes Love is Not Enough – 4:21
8. Run Away – 4:13
9. Wohin – 3:56
10. In dein leben – 3:28
11. Last Will – 4:10
12. Der letzte akt – 5:04
13. Dein Herz – 3:36